# Международный день танца

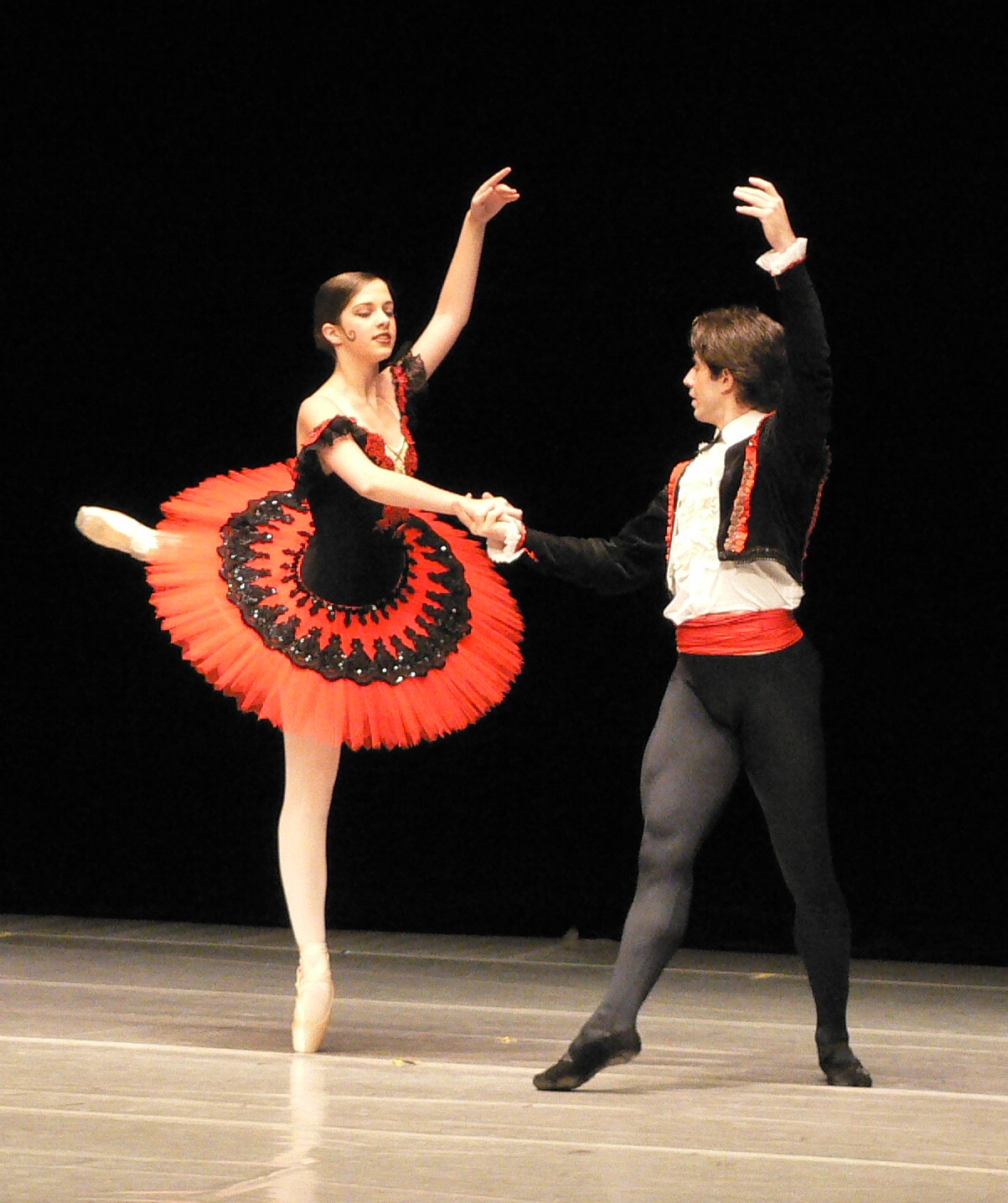

Международный день танца (англ. International Dance Day) — праздник, посвящённый всем стилям танца, отмечается 29 апреля. Инициирован в 1982 году Международным советом танца (англ. CID, International Dance Council) ЮНЕСКО.
Дата была предложена педагогом и хореографом Петром Гусевым в память о родившемся в этот день французском балетмейстере, теоретике и реформаторе балета Жан-Жорже Новерре (1727—1810), вошедшем в историю как «отец современного балета».
Новерр первым пришёл к мысли о создании отдельного, независимого от оперы (в состав которой балет входил лишь в виде танцевального фрагмента) балетного спектакля. Свои идеи о балете как о законченном представлении с действием, основанном на драматическом развитии, он воплощал в собственных новаторских постановках. Новерр первым начал ставить цельные танцевальные спектакли, имеющие законченный сюжет и разыгрываемые персонажами, наделёнными характерами. Разработав принципы героического балета и балета-трагедии, он написал ряд основополагающих теоретических разработок по постановке балетных представлений. В своём труде «Письма о танце и балетах» («фр. Lettres sur la danse et les ballets», 1759), Новерр обосновал принципы балета-пьесы, воплощаемого средствами пантомимы и танца в содружестве композитора, хореографа и художника.
По замыслу учредителей, Международный день танца призван объединить все направления танца, стать поводом для чествования этой формы искусства, её способности преодолевать все политические, культурные и этнические границы, возможности объединять людей во имя дружбы и мира, позволяя им говорить на одном языке — языке танца.
По традиции, каждый год какому-либо известному представителю мира хореографии предлагается обратиться к общественности с посланием, напоминающим людям о красоте танца.
Впервые с таким посланием по случаю Международного дня танца выступил Henrik Neubauer в 1982 году.
Также с посланиями выступали:
- 1984 — Юрий Григорович, хореограф (Россия)
- 1985 — Роберт Джоффри, хореограф (США)
- 1990 — Мерс Каннингем, танцовщик и хореограф (США)
- 1991 — Ханс ван Манен, хореограф (Голландия)
- 1993 — Мэги Марэн, хореограф (Франция)
- 1996 — Майя Плисецкая, балерина (Россия)
- 1997 — Морис Бежар, хореограф (Франция)
- 1998 — Кадзуо Оно, танцовщик, один из основателей танца буто (Япония)
- 2000 — Иржи Килиан, хореограф (Голландия) и Алисия Алонсо, балерина (Куба)
- 2001 — Уильям Форсайт танцовщик и хореограф, создатель техники импровизации, (США—Германия)
- 2002 — Кэтрин Данэм, одна из первых танцовщиц афроамериканок (США)
- 2003 — Матс Эк, хореограф и театральный режиссёр (Швеция)
- 2004 — Стефан Пейдж, хореограф (Австралия)
- 2005 — Мияко Ёсида, балерина (Япония—Великобритания)
- 2006 — Нородом Сиамони, король Камбоджи
- 2007 — Саша Вальц, хореограф (Германия)
- 2008 — Глэдис Агульяс, танцовщица и хореограф (ЮАР)
- 2009 — Акрам Хан, танцовщик и хореограф (Великобритания)
- 2010 — Хулио Бокка, танцовщик и хореограф (Аргентина)
- 2011 — Анна Тереза де Кеерсмакер, танцовщица и хореограф (Бельгия)
- 2013 — Линь Хуайминь, танцовщик и хореограф (Тайвань)
- 2014 — Лопаткина, Ульяна Вячеславовна, российская артистка балета, прима-балерина Мариинского театра в 1995—2017 годах.

В этот же день в 1991 году был учреждён приз «Бенуа танца», а в 1992 году на сцене Большого театра в Москве состоялись его первая церемония награждения и гала-концерт.